# Michael Fitzgerald (voetballer)
Michael Fitzgerald (17 september 1988) is een Nieuw-Zeelands voetballer die als verdediger speelt bij Kawasaki Frontale. In 2013 verkreeg hij het Japans staatsburgerschap.

## Clubcarrière
Michael Fitzgerald begon zijn carrière bij Albirex Niigata in 2008. Hij speelde voor Japan Soccer College, Zweigen Kanazawa en V-Varen Nagasaki. Fitzgerald tekende in 2017 bij Kawasaki Frontale.

## Nieuw-Zeelands voetbalelftal
Fitzgerald maakte op 25 maart 2011 zijn debuut in het Nieuw-Zeelands voetbalelftal tijdens een vriendschappelijke wedstrijd tegen China.